# San Carlo (Crema)
San Carlo è un quartiere della città di Crema, nella provincia di Cremona, in Lombardia.

## Storia
Già nell'immediato dopoguerra si andava a formare un nuovo reticolo viario volto ad allontanare le auto dal centro murato e dalle vie immediatamente limitrofe. Uno tra i primi interventi fu la costruzione dell’allora detta “Circonvallazione nord” (anno 1946), un'opera assunta dal Genio Civile successivamente denominata via Indipendenza, che raggiungeva il Canale Vacchelli presso il quale fu dismesso il vecchio passaggio a livello di via Caravaggio per realizzarlo lungo la nuova arteria.
Nel 1947 fu la volta della "circonvallazione sud", un tracciato stradale che univa via Cremona con viale Europa (da intendersi come l’attuale via Alcide De Gasperi) lungo la quale fu realizzato un nuovo ponte sul fiume Serio. Successivamente la "Circonvallazione sud” fu assorbita dalla nuova “direttissima” Cremona-Milano fortemente voluta dall’amministrazione provinciale di Cremona, la futura Strada statale 415 Paullese.
Confrontando le riprese aeree Volo GAI del 1954 con le immagini ortofoto dell’anno 1975 si osserva come via Indipendenza sia stata velocemente urbanizzata in poco più di vent’anni perdendo le sue caratteristiche di “circonvallazione”: viene lambita dalle propaggini nord occidentali del nuovo quartiere di Crema Nuova, ma inizia a svilupparsi un nuovo edificato particolarmente nell’area tra la stessa via Indipendenza, via Treviglio e una strada (interpoderale nel 1954) che corrisponde all'attuale via Paolo Braguti.
Giusto nel 1975, il 22 marzo, monsignor Carlo Manziana decretava per questa nuova area l’istituzione di una nuova parrocchia intitolandola a San Carlo Borromeo dando così un nome al nascente quartiere che nel corso del successivo ventennio si espanse fino a lambire la Paullese.
Le funzioni religiose per qualche anno furono celebrate in una struttura provvisoria prefabbricata finché nell’anno 1983 si diede avvio alla nuova chiesa che fu inaugurata il 15 settembre 1985 alla presenza, oltre che delle autorità, dei vescovi titolare ed emerito Libero Tresoldi e Carlo Manziana e del nunzio Luigi Dossena. L’edificio fu edificato grazie alla generosità di monsignor Manziana che lo finanziò anche con beni propri, una sorta di testamento da parte del vescovo emerito al quale fu dedicata la piazza antistante l’edificio; al progetto si pervenne mediante concorso cui vinse lo studio di architetti associati composto da Enzo Bettinelli, Giuseppe Dossena e Paolo Marchesetti.
Nell'anno 2018 la diocesi di Crema istituiva l'unità pastorale tra le parrocchie di Crema Nuova, San Carlo Borromeo e Santa Maria dei Mosi.

## Monumenti e luoghi di interesse

### Architetture religiose

#### Chiesa di San Carlo Borromeo
Nel quartiere a vocazione esclusivamente residenziale la chiesa con le sue strutture formative e ricreative assume nel contesto urbano un ruolo centrale e aggregativo.

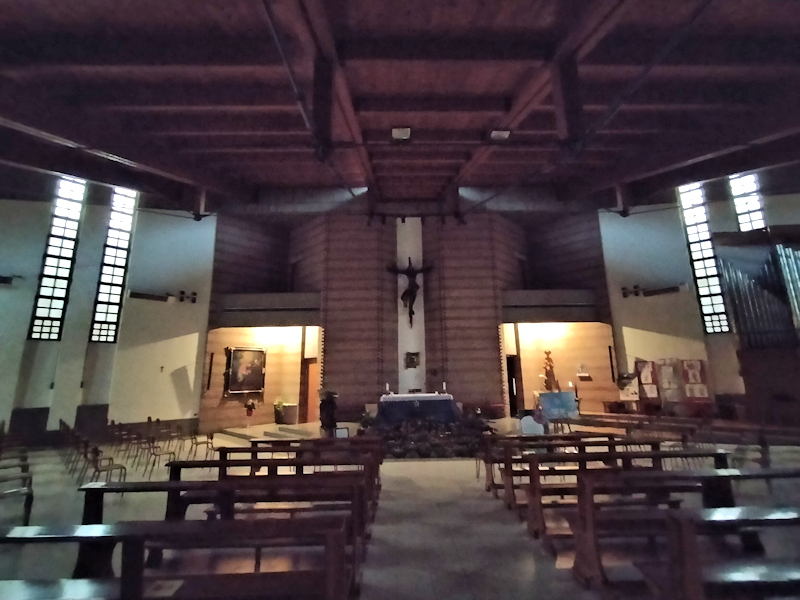
L'interno.

L’edificio ha una struttura sostenuta da pilastri e travi in cemento armato, con la facciata in cemento a vista e le copertura a falde inclinate; il protiro ha le pareti di fondo rivestite in legno e la falda in contropendenza si salda con quella ascendente dell’aula la quale culmina in un crocifisso.
Nel contesto i volumi disegnano una contrapposizione tra quadrato (dimensione umana della Terra) e triangolo (trascendenza divina), due figure geometriche molto simboliche.
L’interno è ad aula unica con le travi di copertura lignee a vista e tagli laterali che diffondono la luce; i posti a sedere sono collocati in emiciclo attorno all’altare sopraelevato dietro la quale si staglia una parete in doppia cromia.

#### Opere d’arte
La chiesa ospita opere d’arte realizzate dallo scultore Mario Toffetti; una di queste è il Cristo dietro l’altare, sopra il tabernacolo (con la porticina che raffigura La manna); il Crocifisso è in bronzo ed è alto due metri, rappresentato mentre si stacca dalla croce e risorge.
Toffetti intervenne anche sulla base dell’altare (in marmo rosa) realizzandovi due episodi evangelici: La moltiplicazione dei pani e dei pesci e Le nozze di Cana. Sempre Toffetti è l’autore dell’ambone (con Cristo che spiega la Scrittura ai discepoli di Emmaus) e la parte superiore del battistero in marmo rosa, quest’ultimo collocato tra i due ingressi del protiro.
Alla sinistra dell’altare è appeso un quadro antico della prima metà del XVIII secolo raffigurante San Carlo Borromeo in adorazione della Croce attribuito a Pietro Maggi; si tratta di una tela che faceva parte di un ciclo proveniente dalla demolita chiesa di San Marino con santi, patroni dell'ordine dei Barnabiti. Quando si decise nel XIX secolo la demolizione della chiesa la serie fu trasferita presso San Benedetto Abate la cui parrocchia donò questa opera alla nuova chiesa in occasione della sua consacrazione.
Poco a destra dell’altare è collocata la statua di Maria, Madre della Speranza, opera in terracotta di Maurizio Zurla.
Sul pavimento a destra del presbiterio vi è collocato l’organo costruito dalla ditta Inzoli nel 2002: consta di due tastiere di 58 tasti, pedaliera concavo-parallela di 30 pedali. 25 registri con comando a pomolo, divisione tra Bassi e Soprani ai tasti Do3/Do#3. Somieri a tiro, trasmissione meccanica.

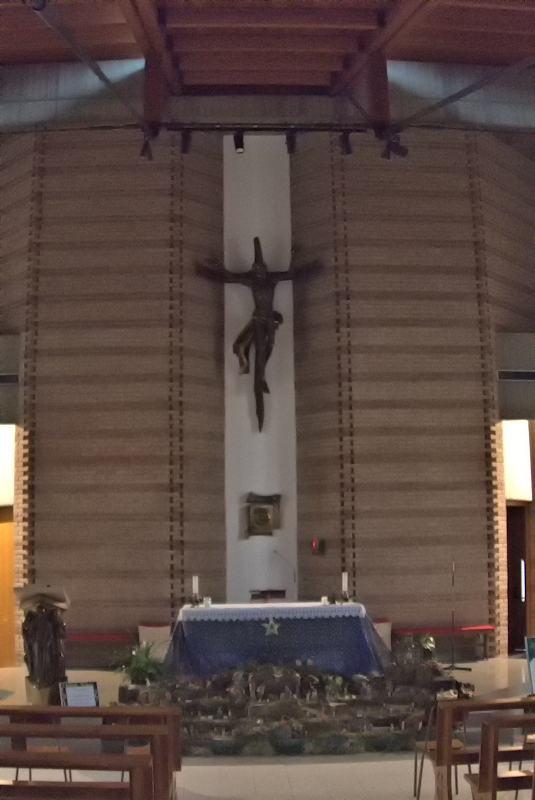
Altare, tabernacolo e Crocifisso.
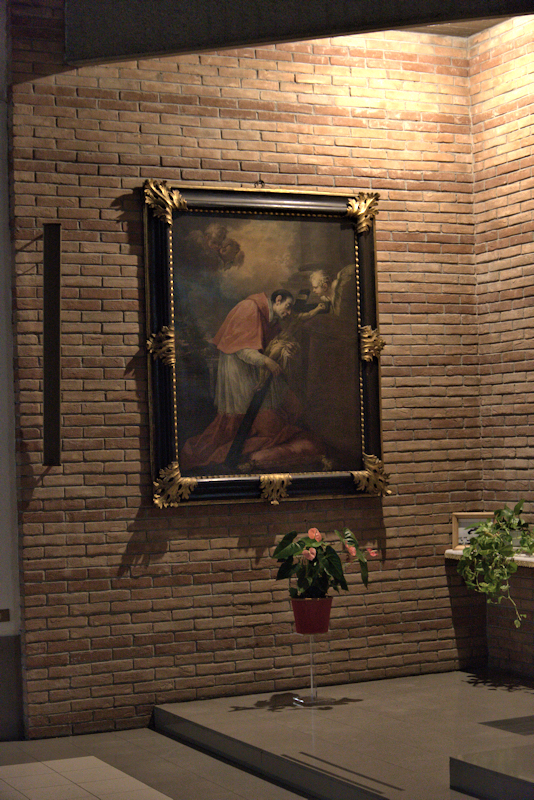
Pietro Maggi (attribuzione), San Carlo Borromeo in adorazione della Croce, olio su tela, prima metà del XVIII secolo.
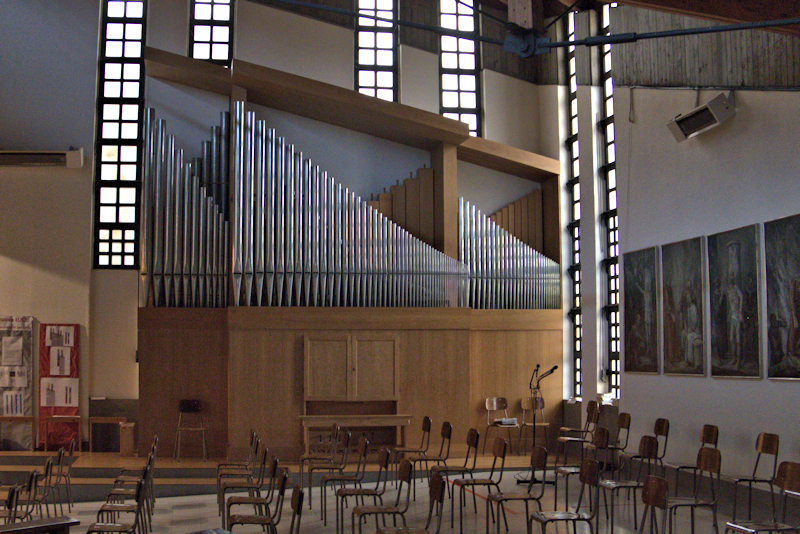
L'organo Inzoli.

Alle pareti sei quadri con le Scene della passione e della Resurrezione realizzate da Ugo Bacchetta sulla base del Vangelo secondo Matteo.

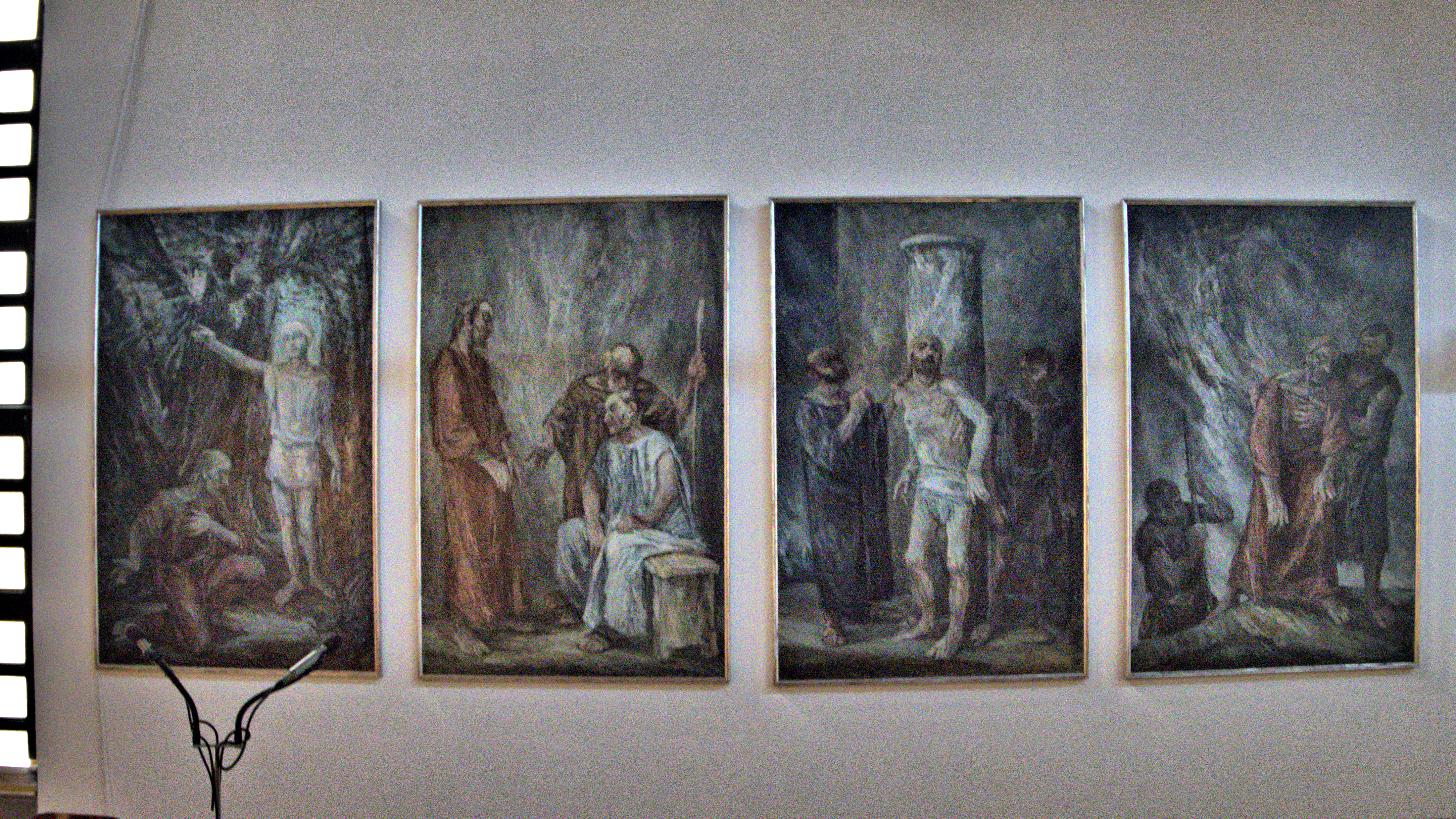
Ugo Bacchetta, da sinistra a destra: Gesù nell'orto dei Getzemani, Gesù condannato a morte, Gesù flagellato, 'Gesù sale sul monte Calvario, olio su masonite, 1999.
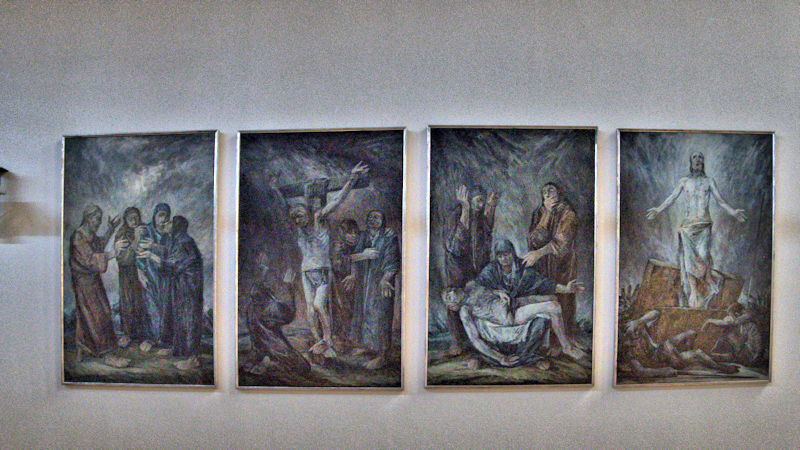
Ugo Bacchetta, da sinistra a destra: Gesù incontra le pie donne, Gesù crocifisso, Pietà, Resurrezione, olio su masonite, 1999.

Altre opere d’arte sono collocate nella cappella feriale: una scultura in legno raffigurante la Madonna del pellegrino, una pala raffigurante San Carlo Borromeo con vesti cardinalizie, quattro pale di Maurizio Zurla raffiguranti alcune scene della vita di Gesù (La nascita, La crocifissione, La resurrezione) oltre che La discesa dello Spirito Santo sugli Apostoli.

## Cultura

### Istruzione

#### Scuole
Il quartiere ospita le due scuole statali dell’infanzia e primaria entrambe dedicate al sacerdote, letterato, educatore, studioso, filantropo e massone Paolo Braguti.